# Boris Evdokimovič Ščerbina
Boris Evdokimovič Ščerbina (in russo Борис Евдокимович Щербина?, in ucraino Борис Євдокимович Щербина?, Borys Jevdokymovyč Ščerbyna; Debal'ceve, 5 ottobre 1919 – Mosca, 22 agosto 1990) è stato un politico sovietico di origini   ucraine, dal 13 gennaio 1984 al 7 giugno 1989 Vicepresidente del Consiglio dei ministri dell'URSS.
Durante il suo mandato dovette fronteggiare il disastro di Černobyl' del 1986 e il terremoto dell'Armenia del 1988.

## Biografia

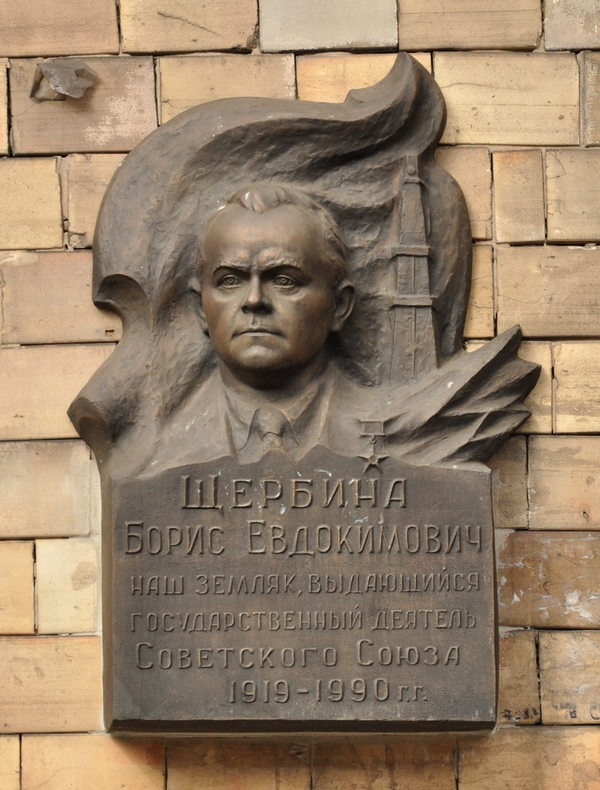
Placca commemorativa nella sua città natale di Debal'ceve, Ucraina

Ščerbina nacque nel 1919 a Debal'ceve, nell'Oblast' di Donec'k, nell'allora Repubblica Socialista Sovietica Ucraina, da padre ferroviere. Si unì al Partito Comunista dell'Unione Sovietica nel 1939 e andò a combattere volontario nella Guerra d'inverno contro la Finlandia.
A Ščerbina si deve la cofondazione dell'Industria del petrolio e del gas nella Siberia occidentale, mentre ricopriva la carica di Primo Segretario del PCUS nell'Oblast' di Tjumen' e, più tardi, di Ministro del Petrolio e del Gas (1973-1984). Nel 1976 Ščerbina divenne membro del Comitato Centrale del PCUS, carica che mantenne fino alla morte.
Nel 1984 diventò Vicepresidente del Consiglio dei Ministri e, in quanto tale, dovette affrontare le conseguenze del disastro di Černobyl' del 1986 e del terremoto dell'Armenia del 1988. Nel 1990 si oppose all'elezione di Boris El'cin come Presidente del Soviet Supremo della Repubblica Socialista Federativa Sovietica Russa, descrivendolo come "un uomo dalle basse qualità morali". Tuttavia El'cin fu eletto e più tardi divenne il primo Presidente della Federazione Russa indipendente.
Ščerbina morì a Mosca il 22 agosto 1990, a 70 anni. Non è chiaro se le massicce dosi di radiazioni a cui Ščerbina fu esposto a Černobyl' causarono la sua morte, poiché un decreto del 1988 dell'URSS proibiva ai dottori di citare l'esposizione a radiazioni come causa di morte o di malattia.

## Boris Ščerbina nella cultura di massa
Ščerbina è stato interpretato da Vernon Dobtcheff nella serie della BBC Surviving Disaster e da Stellan Skarsgård nella miniserie HBO Chernobyl.